# Менсфилд (Тексас)
Менсфилд (енгл. Mansfield) град је у америчкој савезној држави Тексас. По попису становништва из 2010. у њему је живело 56.368 становника.

## Демографија
Према попису становништва из 2010. у граду је живело 56.368 становника, што је 28.337 (101,1%) становника више него 2000. године.
| Група             | 2000.          | 2010.          |
| Белци             | 22.513 (80,3%) | 36.292 (64,4%) |
| Афроамериканци    | 1.232 (4,4%)   | 7.982 (14,2%)  |
| Азијати           | 346 (1,2%)     | 2.094 (3,7%)   |
| Хиспаноамериканци | 3.574 (12,8%)  | 8.689 (15,4%)  |
| Укупно            | 28.031         | 56.368         |